# رومبلون
رومبلون (بالإنجليزية: Romblon) هي محافظة تقع في الفلبين في ميماروبا. يقدر عدد سكانها بـ 283,930 نسمة ومساحتها 1,533.45 كم2 .

## المناخ
يظهر الجدول التالي التغييرات المناخية على مدار السنة لرومبلون:
| البيانات المناخية لـرومبلون       | البيانات المناخية لـرومبلون | البيانات المناخية لـرومبلون | البيانات المناخية لـرومبلون | البيانات المناخية لـرومبلون | البيانات المناخية لـرومبلون | البيانات المناخية لـرومبلون | البيانات المناخية لـرومبلون | البيانات المناخية لـرومبلون | البيانات المناخية لـرومبلون | البيانات المناخية لـرومبلون | البيانات المناخية لـرومبلون | البيانات المناخية لـرومبلون | البيانات المناخية لـرومبلون |
| الشهر                             | يناير                       | فبراير                      | مارس                        | أبريل                       | مايو                        | يونيو                       | يوليو                       | أغسطس                       | سبتمبر                      | أكتوبر                      | نوفمبر                      | ديسمبر                      | المعدل السنوي               |
| --------------------------------- | --------------------------- | --------------------------- | --------------------------- | --------------------------- | --------------------------- | --------------------------- | --------------------------- | --------------------------- | --------------------------- | --------------------------- | --------------------------- | --------------------------- | --------------------------- |
| الدرجة القصوى °م (°ف)             | 35.5 (95.9)                 | 35.1 (95.2)                 | 35.8 (96.4)                 | 37.5 (99.5)                 | 38.2 (100.8)                | 38.2 (100.8)                | 37.7 (99.9)                 | 35.7 (96.3)                 | 35.8 (96.4)                 | 35.3 (95.5)                 | 35.2 (95.4)                 | 34.1 (93.4)                 | 38.2 (100.8)                |
| متوسط درجة الحرارة الكبرى °م (°ف) | 28.4 (83.1)                 | 29.1 (84.4)                 | 30.4 (86.7)                 | 32.0 (89.6)                 | 32.6 (90.7)                 | 31.7 (89.1)                 | 30.8 (87.4)                 | 30.5 (86.9)                 | 30.6 (87.1)                 | 30.3 (86.5)                 | 29.7 (85.5)                 | 28.5 (83.3)                 | 30.4 (86.7)                 |
| المتوسط اليومي °م (°ف)            | 26.2 (79.2)                 | 26.7 (80.1)                 | 27.6 (81.7)                 | 29.0 (84.2)                 | 29.4 (84.9)                 | 28.7 (83.7)                 | 28.1 (82.6)                 | 28.0 (82.4)                 | 28.0 (82.4)                 | 27.8 (82.0)                 | 27.5 (81.5)                 | 26.5 (79.7)                 | 27.8 (82.0)                 |
| متوسط درجة الحرارة الصغرى °م (°ف) | 24.0 (75.2)                 | 24.2 (75.6)                 | 24.9 (76.8)                 | 26.0 (78.8)                 | 26.3 (79.3)                 | 25.8 (78.4)                 | 25.4 (77.7)                 | 25.5 (77.9)                 | 25.3 (77.5)                 | 25.2 (77.4)                 | 25.2 (77.4)                 | 24.4 (75.9)                 | 25.2 (77.4)                 |
| أدنى درجة حرارة °م (°ف)           | 18.4 (65.1)                 | 17.0 (62.6)                 | 19.7 (67.5)                 | 20.1 (68.2)                 | 15.6 (60.1)                 | 20.6 (69.1)                 | 21.1 (70.0)                 | 21.2 (70.2)                 | 21.0 (69.8)                 | 20.4 (68.7)                 | 20.3 (68.5)                 | 18.5 (65.3)                 | 15.6 (60.1)                 |
| معدل هطول الأمطار مم (إنش)        | 99.2 (3.91)                 | 63.4 (2.50)                 | 59.7 (2.35)                 | 68.2 (2.69)                 | 147.3 (5.80)                | 233.1 (9.18)                | 260.5 (10.26)               | 210.3 (8.28)                | 259.9 (10.23)               | 320.3 (12.61)               | 270.1 (10.63)               | 211.8 (8.34)                | 2٬203٫9 (86.77)             |
| متوسط الأيام الممطرة (≥ 0.1 mm)   | 13                          | 8                           | 8                           | 7                           | 10                          | 16                          | 18                          | 16                          | 17                          | 19                          | 18                          | 17                          | 167                         |
| متوسط الرطوبة النسبية (%)         | 84                          | 83                          | 81                          | 78                          | 79                          | 81                          | 83                          | 83                          | 83                          | 84                          | 84                          | 84                          | 82                          |
| المصدر: PAGASA                    |                             |                             |                             |                             |                             |                             |                             |                             |                             |                             |                             |                             |                             |

## أعلام
- فيتش أربوليدا